# Estaing (Hautes-Pyrénées)
Estaing település Franciaországban, Hautes-Pyrénées megyében. Lakosainak száma 94 fő (2022. január 1.). Estaing Bun, Arras-en-Lavedan, Arrens-Marsous, Aucun, Cauterets, Sireix és Sallent de Gállego községekkel határos.

## Népesség
A település népességének változása:
| Lakosok száma | 75   | 73   | 79   | 83   | 88   | 90   | 92   | 94   | 94   |
|               | 2013 | 2015 | 2016 | 2017 | 2018 | 2019 | 2020 | 2021 | 2022 |